# Diodor (Wasylczuk)
Diodor, imię świeckie Witalij Semenowycz Wasylczuk (ur. 22 lipca 1979 w Odessie) – ukraiński biskup prawosławny.

## Życiorys
Pochodzi z rodziny marynarzy. W 1996 ukończył szkołę średnią nr 79 w Odessie. 12 września tego samego roku złożył śluby mnisze w riasofor w monasterze św. Pantelejmona w rodzinnym mieście. Wieczyste śluby mnisze złożył 9 grudnia 1996 przed metropolitą odeskim i izmaelskim Agatangelem, przyjmując imię zakonne Diodor na cześć św. Diodora Męczennika. Święcenia diakońskie przyjął 22 grudnia tego samego roku, zaś 27 lutego 2000 został wyświęcony na hieromnicha. Za każdym razem święceń udzielał mu metropolita Agatangel. W tym samym roku ukończył naukę w seminarium duchownym w Odessie.
W 2002 otrzymał godność igumena. Dwa lata później metropolita Agatangel mianował go p.o. namiestnika monasteru Iwerskiej Ikony Matki Bożej w Odessie, nominację tę potwierdził w tym samym roku Święty Synod, po czym igumen Diodor otrzymał godność archimandryty.
W 2010 ukończył studia teologiczne na Ukraińskiej Akademii Teologicznej Świętych Cyryla i Metodego w Użhorodzie. Przez kolejny rok kontynuował naukę w Kijowskiej Akademii Duchownej.
25 września 2013 Święty Synod Ukraińskiego Kościoła Prawosławnego nominował go na biskupa jużneńskiego, wikariusza eparchii odeskiej. Jego chirotonia biskupia odbyła się w soborze Zaśnięcia Matki Bożej na terenie ławry Peczerskiej w Kijowie 29 września 2013.
25 czerwca 2019 otrzymał godność arcybiskupa.